# الكبيرة (عفرين)
الكبيرة (بالكردية: Gundî Mezin‏) هي قرية سوريّة تتبع إداريّاً لمحافظة حلب منطقة عفرين ناحية مركز عفرين. تسكنها عشيرة العميرات وبلغ تعداد سكانها 109 نسمة حسب التعداد السكاني لعام 2004، و790 نسمة حسب قيود السجل المدني لنهاية عام 2005.

## التسمية
عُرفت القرية باسم Gundî Mezin أي «القرية الكبيرة» باللغة الكردية لأنها كانت من القرى الكبيرة والهامة، حيث كانت مقراً لآغوات آل حسن أفندي في القرن الثامن عشر. ثم مع التتريك تُرجمت أسمها وأصبحت بيوك أوبه بمعنى «الجماعة الكبيرة» حسب الدكتور محمد.